# Lorenzo Staelens
Lorenzo Staelens (Kortrijk, 30 aprile 1964) è un allenatore di calcio ed ex calciatore belga, di ruolo difensore.

## Carriera

### Club
Dopo aver iniziato nel White Star Lauwe, approda a 23 anni al Kortrijk. Nel 1989 viene acquistato dal Club Bruges con cui vince in nove stagioni quattro campionati, tre coppe del Belgio e sei supercoppe del Belgio. Nel 1998 approda agli acerrimi rivali dell'Anderlecht e vince nel 2000 il suo quinto campionato e la sua settima supercoppa. Nel 2001 abbandona il Belgio per andare a terminare la carriera in Giappone nell'Oita Trinita, a quel tempo club di J. League 2.

### Nazionale
Con il Belgio vanta 70 presenze impreziosite da otto reti, tutte collezionate tra il 1990 e il 2000. Partecipò ai mondiali di calcio di Italia 1990, Stati Uniti 1994 e Francia 1998 e al campionato d'Europa 2000.

## Palmarès

### Giocatore

#### Club
- Campionato belga: 5

Club Brugge: 1989-1990, 1991-1992, 1995-1996, 1997-1998
RSC Anderlecht: 1999-2000
- Supercoppa del Belgio: 7

Club Brugge: 1990, 1991, 1992, 1994, 1996, 1998
RSC Anderlecht: 2000
- Coppa del Belgio: 3

Club Brugge: 1991, 1995, 1996

#### Individuale
- Calciatore dell'anno del campionato belga: 1

1999